# فاطمه سیاح
فاطمه رضازاده محلاتی مشهور به فاطمه سیّاح (۱۹ فروردین ۱۲۸۱ شمسی در مسکو –۱۳ اسفند ۱۳۲۶ شمسی در تهران) استاد ادبیات و از بنیان‌گذاران کانون بانوان در وزارت فرهنگ بود. او به عنوان اولین بانوی استاد دانشگاه چمران، کرسی نقد ادبی را در دانشگاه تهران پایه‌گذاری کرد و در عین حال به‌عنوان یکی از فعالان حقوق زن در ایران شناخته شد. سبک و سیاق او در نقد ادبی، مبتنی بر رئالیسم و مارکسیسم و تحت تأثیر نقادان برجسته روس از جمله بلینسکی و چرنیشفسکی بود.
همچنین وی نخستین زن ایرانی بود که کرسی درس زبان و ادبیات روس و میز کرسی استادی سنجش ادبیات زبان‌های خارجه و درس ادبیات تطبیقی دانشگاه تهران به او محول شد.

## زندگی
فاطمه سیّاح در سال ۱۲۸۱ هجریِ خورشیدی در مسکو متولّد شد. پدر او میرزا جعفرخان رضازاده محلاتی، استاد زبان و ادبیات فارسی در مسکو، از ابتدای جوانی به روسیه مهاجرت کرده بود. مادر او آلمانی‌تبار و بزرگ‌شده روسیه بود. فاطمه سیاح، تحصیلات متوسطه و عالی خود را در مسکو گذراند و از دانشکده ادبیات اونیورسته مسکو در ادبیات اروپایی به گرفتن درجه دکترا نائل شد. موضوع رساله دکترای او، آناتول فرانس در ادبیات فرانسه بود. او در مسکو با پسرعمویش، حمید سیاح ازدواج کرد، اما پس از سه سال از او جدا شد. فاطمه سیاح در سال ۱۳۱۲ شمسی، در پی وقوع انقلاب روسیه، به‌همراه پدرش به ایران آمد.
سیاح گذشته از زبان روسی، به زبان‌های فرانسوی، آلمانی، انگلیسی و ایتالیایی هم تسلّط داشت. او در ایران، به عضویت کنگره فردوسی درآمد و به تدریس زبان فرانسوی و روسی پرداخت، تا این که در سال ۱۳۱۷ در دانشگاه تهران به درجه دانشیاری و در سال ۱۳۲۲ به درجه استادی رسید. او در بخش ادبیات زبان‌های خارجه دانشگاه تهران، کرسی نقد ادبی و ادبیات تطبیقی را پایه‌گذاری کرد؛ هرچند که این کرسی پس از درگذشت وی، به‌علت نبود جانشین مناسب منحل شد. او در سال ۱۳۲۵ به عضویت نخستین کنگره نویسندگان ایران درآمد. او در مقام استادی دانشگاه، جدی و سخت‌کوش بود و برخی از دانشجویانی که پرورش داد، به چهره‌های برجسته‌ای تبدیل شدند؛ از جمله سیمین دانشور که پایان‌نامهٔ دکترای خود را با کمک او نگاشت.
فاطمه سیاح در ۱۳ اسفند ماه ۱۳۲۶ شمسی در سن ۴۵ سالگی در تهران بر اثر بیماریِ قند و سکته قلبی درگذشت و در گورستان ابن بابویه به خاک سپرده شد. پس از مرگ، کتابخانه شخصی او مشتمل بر بیش از دو هزار جلد کتاب، بنا به وصیتش به کتابخانه دانشکده ادبیات دانشگاه تهران اهدا شد.

## فعالیت‌های ادبی
فاطمه سیاح را می‌توان از جمله نخستین منتقدان ایرانی دانست که به مبانی و اساس نقد جدید توجه نشان داده است. محمد دهقانی، نویسنده و منتقد ادبی، او را تنها منتقد ادبی واقعی زمان خود می‌داند. فاطمه سیاح فعالیت ادبی خود را در ایران با نوشتن مقاله برای نشریات فرهنگی شروع کرد و تا پایان عمر به این کار ادامه داد. او نخستین منتقد ایرانی است که دربارهٔ تاریخ تطور رمان و سبک نویسندگانی مانند بالزاک، داستایوسکی، پوشکین و چخوف به بحث و ارائه نظر پرداخته است. او دانش گسترده‌ای در مورد رمان‌نویسی و مکتب‌های ادبی داشت. سیاح در سال ۱۳۱۲ مقاله‌ای را با عنوان کیفیت رمان در پاسخ به احمد کسروی به چاپ رساند. کسروی، رمان را افسانه‌بافی و دروغ‌پردازی و خواندن رمان را تباه کردن عمر دانسته‌بود.
وی در سال ۱۳۲۳ به عضویت هیئت تحریریه ماهنامه ادبی پیام نو درآمد و مقالات متعددی را در این نشریه به چاپ رساند. با این حال، فاطمه سیاح که فارسی را به‌عنوان زبان هفتم آموخته بود، با آن آشنایی کاملی نداشت و مقالات خود را به زبان روسی می‌نوشت و بعد افرادی این نوشته‌ها را به زبان فارسی ترجمه می‌کردند.
مقالاتی که سیاح دربارهٔ تاریخ ادبیات نوشته، مانند مقالات مرتبط با فردوسی و شاهنامه، از نظر ادبیات تطبیقی حائز اهمیت است. اما شناخت او از ادبیات فارسی کهن ایران، متکی بر آثار شرق‌شناسان بوده و نویسنده اغلب مستقیماً به منابع فارسی مراجعه‌ای نداشته است.
نقد ادبی سیاح، تحت تأثیر بلینسکی و چرنیشفسکی، واجد نگرشی تاریخی و جامعه‌شناختی بود. او رسالت ادبیات را چیزی جز خدمت به خلق نمی‌دانست و اعتقاد داشت ادبیات باید به سمت واقع‌گرایی و اخلاق حرکت کند. ایرج پارسی‌نژاد، مورخ و محقق، نقد ادبی سیاح را نقد ادبی مارکسیستی می‌داند و معتقد است شیفتگی به رئالیسم، او را از تأثیر ضمیر ناخودآگاه در خلق آثار هنری غافل کرده است. پارسی‌نژاد این رویکرد سیاح را ناشی از تعلیمات روسی وی می‌داند.

## فعالیت‌های اجتماعی
فاطمه سیاح پس از ورود به ایران، به جنبش مدنی زنان ایرانی پیوست که از دوره مشروطه با تشکیل انجمن‌ها و انتشار نشریات ویژه زنان شروع شده‌بود. او در زمینهٔ حقوق زنان و ارتقای سطح علمی و فرهنگی آنان به چهره‌ای شاخص تبدیل شد. در سال ۱۳۲۲ همزمان با تشکیل حزب زنان ایران، به عضویت آن درآمد. این حزب بعدها به شورای زنان ایران تغییر نام یافت. او از طرف حزب برای سخنرانی به ترکیه سفر کرد و در سال ۱۳۲۴ با کمک شمار دیگری از زنان فعال آن دوران، از جمله سیمین دانشور، زهرا خانلری و فروغ حکمت، نخستین شماره نشریه حزب را منتشر کرد. از جمله فعالیت‌های حزبی او در این دوران، شرکت در کنگرۂ صلح پاریس بود. او در سال ۱۳۲۵ به عضویت کمیته مرکزی سازمان زنان ایران و جمعیت شیر و خورشید سرخ بانوان ایران درآمد.
دیدگاه‌های فاطمه سیاح در مورد نقش و جایگاه زنان در تاریخ ادبیات ایران، در سلسله مقالاتی با عنوان مقام زن در ادبیات و اجتماع در سال‌های ۱۳۱۵ تا ۱۳۱۹ در مجلات مهر و ایران امروز به چاپ رسید. او گفتارهایی در مورد بررسی مقام زن در ادبیات اروپایی از قرن شانزدهم تا بیستم میلادی نوشته است، اما تأکید کرده که عده نویسندگان زن در قیاس با مردان بسیار اندک است. به‌عقیدهٔ او، زنان قوهٔ مشاهدهٔ باطنی و نفسانی قوی دارند و از این رو در نوشتن خاطرات و زندگی‌نامه توانا هستند. اما در عوض، از مشاهده خارجی محرومند و لذا در تصویر کردن صحنه اجتماعی یک دوره تاریخی از زندگی مردم کارنامه درخشانی ندارند؛ چنان‌که در قرن نوزدهم، در برابر دوازده نویسنده نامدار مرد، تنها دو نویسنده برجسته زن ظهور کرده‌اند. به‌عقیدهٔ او، زنان نمی‌توانند از حوزه عواطف شخصی خود خارج شوند و وضع اجتماعی یک ملت را ترسیم کنند. به عقیده ایرج پارسی‌نژاد، فاطمه سیاح بر این باور بود که گذشته از نویسندگی، زنان در هنرهای نقاشی، مجسمه‌سازی، معماری و حتی رقص و موسیقی نیز توفیق کمتری دارند؛ چون روحیه‌ای انفعالی دارند. البته او زنان را فروتر از مردان یا مردان را فروتر از زنان نمی‌پنداشت و صرفاً قائل به تفاوت زن و مرد به‌واسطه جنسیت بود.
فاطمه سیاح، اولین زن ایرانی بود که به کرسی استادی در دانشکده ادبیات دانشگاه تهران دست یافت. همچنین اولین زنی بود که عهده‌دار مأموریت سیاسی در خارج از کشور بود.

## آثار
وی مقاله‌های زیادی در باب ادبیات اروپا و نیز دربارهٔ فردوسی، حافظ، جمال‌زاده و هدایت در مجله‌های ایران امروز، پیام نو، مهر و سخن انتشار داد. آثار فاطمه سیاح عبارت است از:
- رساله دکتری دربارهٔ آناتول فرانس، به زبان فرانسه
- تألیف کتاب روسی برای دبیرستان به سفارش وزارت فرهنگ، با همکاری مهری آهی و گیلده برآندت، استاد دانشگاه تهران (باکو ـ تهران، ۱۳۲۴ش)
- تاریخ ادبیات روسی، پس از مرگ سیاح، جلد اول تاریخ ادبیات روس به نام سعید نفیسی در ۱۳۴۴شمسی منتشر شد.
- یادداشتهایی ناتمام برای نگارش کتاب «سنجش ادبیات زبان‌های خارجه»
- مقالات نوشته شده در مجلات ایران. این مقالات به همت محمد گلبن، در کتاب نقد و سیاحت (۱۳۵۴ش) گردآوری شده است.

به گفته محمد گلبن، نویسنده و پژوهشگر معاصر و نویسنده کتاب مجموعه مقالات فاطمه سیاح، فاطمه سیاح پس از تألیف جلد اول کتاب تاریخ ادبیات روسی، آن را در اختیار یکی از پژوهشگران قرار داد تا آن را مطالعه کند و مقدمه‌ای بر آن بنویسد. اما با مرگ او، این کتاب با نام شخص دیگری (سعید نفیسی) منتشر شد. جلد دوم کتاب نیز هرگز منتشر نشد؛ چون یادداشت‌های سیاح پیرامون سایر بزرگان ادبیات روس، هرگز پیدا نشد و سعید نفیسی نیز به تألیف جلد دوم اهتمام نورزید.